# رایت ماروسته
رایت ماروسته (استونیایی: Rait Maruste؛ زادهٔ ۲۷ سپتامبر ۱۹۵۳) حقوق‌دان، سیاستمدار و قاضی و نماینده سابق مجلس اهل استونی است.